# Silver Creek (Nebraska)
Silver Creek é uma vila localizada no estado americano de Nebraska, no Condado de Merrick.

## Demografia
Segundo o censo americano de 2000, a sua população era de 441 habitantes.
Em 2006, foi estimada uma população de 421, um decréscimo de 20 (-4.5%).

## Geografia
De acordo com o United States Census Bureau, a localidade tem uma área de 0,7 km², sem área coberta por água. Silver Creek localiza-se a aproximadamente 483 m acima do nível do mar.

## Localidades na vizinhança
O diagrama seguinte representa as localidades num raio de 20 km ao redor de Silver Creek.